# Antineutron
Das Antineutron (n̄) ist im Standardmodell das Antiteilchen des Neutrons.
Nach dem Quarkmodell besteht es aus zwei Anti-Down-Quarks und einem Anti-Up-Quark.
Das Antineutron wurde 1956, also ein Jahr nach der Entdeckung des Antiprotons, von Bruce Cork et al. bei Proton-Antiproton-Kollisionen am Bevatron entdeckt. Es hat wie das Neutron eine Masse von etwa 939,5 MeV/c2, ist elektrisch ungeladen mit einem Spin von ½ und ist damit ein Fermion. Die Massen von Neutron und Antineutron sind im Rahmen der Messgenauigkeit identisch. 

## Erzeugung
Antineutronen können zum Beispiel bei der Annihilation von beschleunigten hochenergetischen Elektronen und Positronen erzeugt werden:  {\displaystyle \mathrm {e} ^{+}\mathrm {e} ^{-}\to \mathrm {n} {\bar {\mathrm {n} }}}

## Eigenschaften
Obwohl das Antineutron die gleiche elektrische Ladung und den gleichen Spin hat wie das Neutron, ist es ein anderes Teilchen, da es aus Antiquarks zusammengesetzt ist. Das freie Antineutron zerfällt zu einem Antiproton, einem Positron und einem Elektron-Neutrino, während das freie Neutron zu einem Proton, einem Elektron und einem Elektron-Antineutrino zerfällt. Die Lebensdauer und das gyromagnetische Verhältnis des freien Antineutrons wurden bislang noch nicht experimentell bestimmt. Nach dem CPT-Theorem müssen theoretisch die Lebensdauern von n und n̄ übereinstimmen und das gyromagnetische Verhältnis des Antineutrons den negativen Wert des gyromagnetischen Verhältnisses des Neutrons haben.

## Suche nach n-n̄-Oszillationen
Neutron-Antineutron-Oszillationen wurden theoretisch vorgeschlagen. Sie setzen einen Prozess voraus, der die Baryonenzahlerhaltung verletzt.